# Харьковская и Богодуховская епархия
Ха́рьковская и Богоду́ховская епа́рхия — епархия Украинской православной церкви (Московского патриархата). Центр епархии, кафедральный собор и резиденция правящего архиерея находятся в Харькове. Объединяет приходы и монастыри Украинской Православной Церкви на территории города Харькова, Богодуховского, Валковского, Дергачёвского, Зачепиловского, Золочевского, Кегичевского, Коломакского, Красноградского, Краснокутского, Лозовского, Нововодолажского, Первомайского, Сахновщинского и Харьковского районов Харьковской области. Учреждена в 1799 году как Слободско-Украинская и Харьковская. До 1945 года называлась Харьковская и Ахтырская, сейчас — Харьковская и Богодуховская епархия.

## История епархии

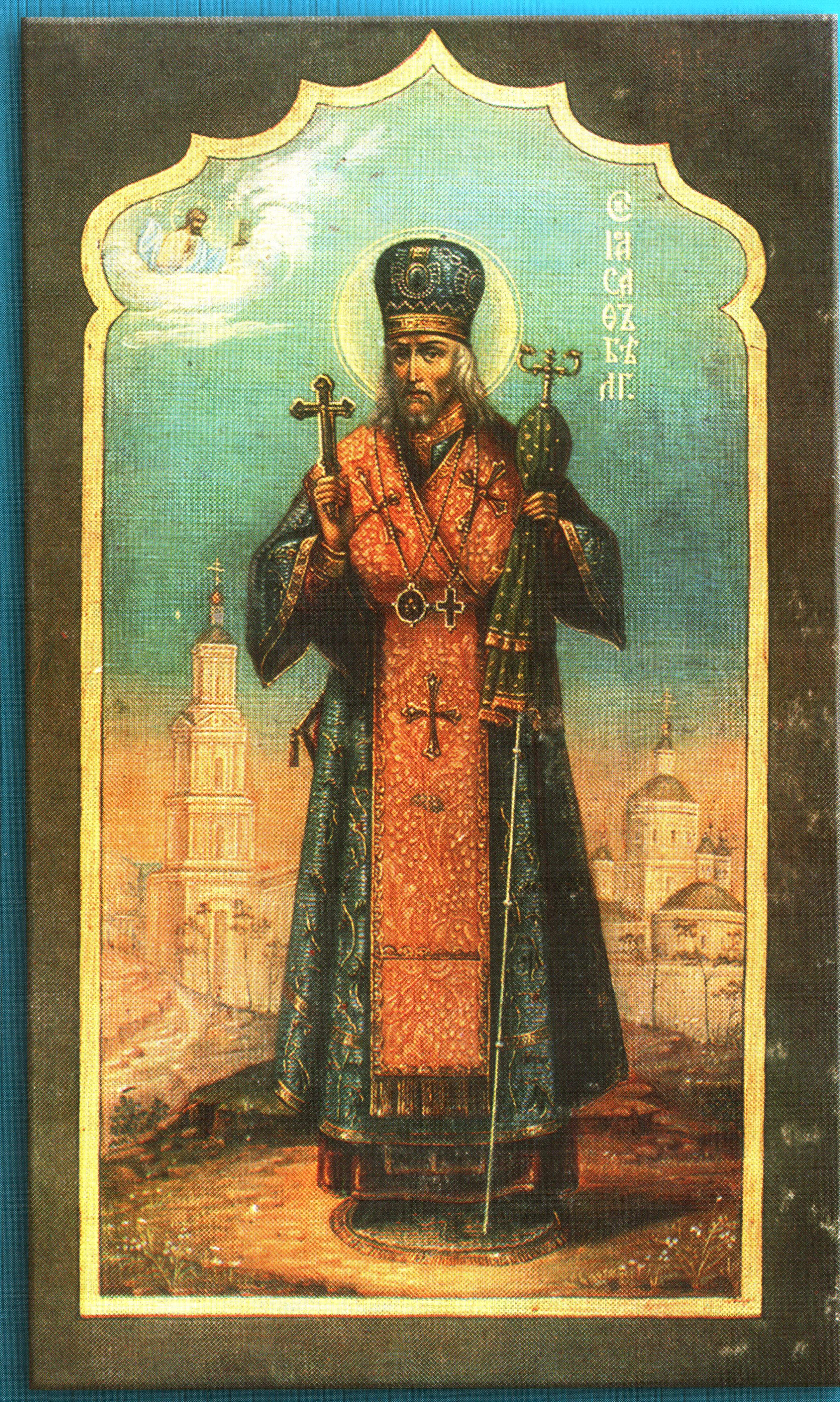
Святитель Иоасаф епископ Белгородский

Православие появляется на территории современной Слобожанщины задолго до основания города Харькова. Ещё в XI столетии оно проникает сюда вместе с населением, принявшем христианство. Влияние шло со стороны соседних княжеств — Переяславского и Черниговского, Суздальского и Рязанского, Тмутараканского. В XII — первой половине XIII века эта территория входила в основном в состав православного Новгород-Северского княжества. Однако опустошительные татарские набеги обезлюдели эту землю и до XVI — начала XVII века территория оставалась почти незаселённым Диким полем.
Начавшиеся утеснения русинского православного населения Речи Посполитой поляками вызвало целую волну переселений с Правобережной и Западной Украины на пустующие земли Слобожанщины, где не было поляков и религиозных гонений на православие.
Массовой народной колонизации предшествовала монастырская колонизация пустующих земель. В Диком поле возникают такие монастыри, как Святогорский, Краснокутский, Куряжский, Дивногорский… Рядом с монастырями возникали поселения. Монастыри влекли переселенцев к себе не только желанием жить рядом со святой обителью, но и крепкими монастырскими стенами, за которыми можно было спрятаться от татарских набегов.
Слобожанщина в XVII веке заселялась как великороссами, так православными переселенцами из Русского, Брацлавского и Киевского воеводств Речи Посполитой. На новое место они часто везли не только церковные сосуды, богослужебные книги и прочую церковную утварь, но и свои церковные традиции. Эти традиции значительно отличались от северорусских, московских обычаев. Сюда входили, например, выборы прихожанами священно- и церковнослужителей, организация братств, школ и богаделен. Первые священники, часто также приезжали вместе с переселенцами.
Население Слобожанщины с самого начала было многонациональным; кроме черкас — переселенцев, значительную часть населения составляли русские — местные жители и служилые люди, присылаемые Москвой для помощи переселенцам.

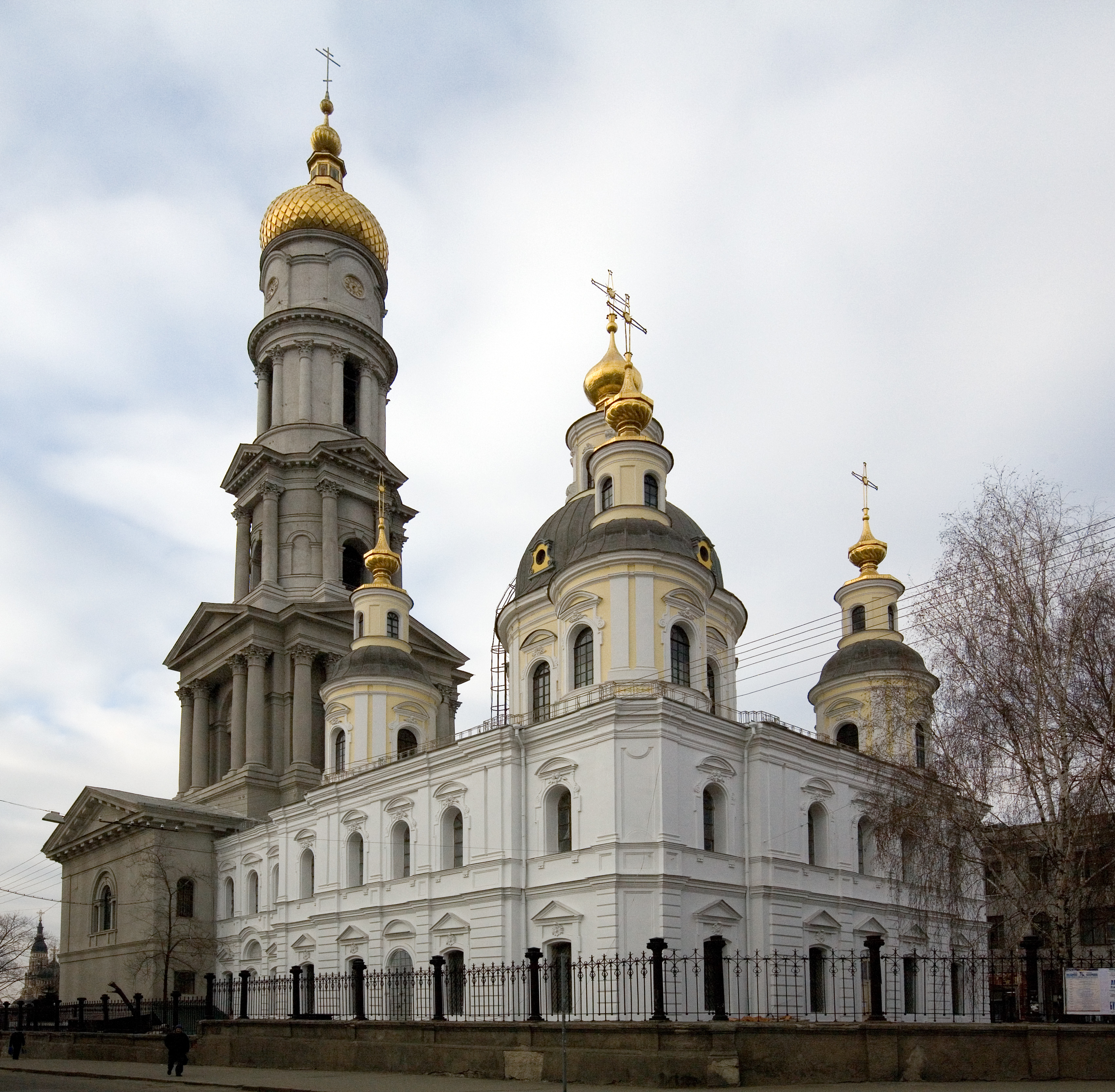
Успенский собор

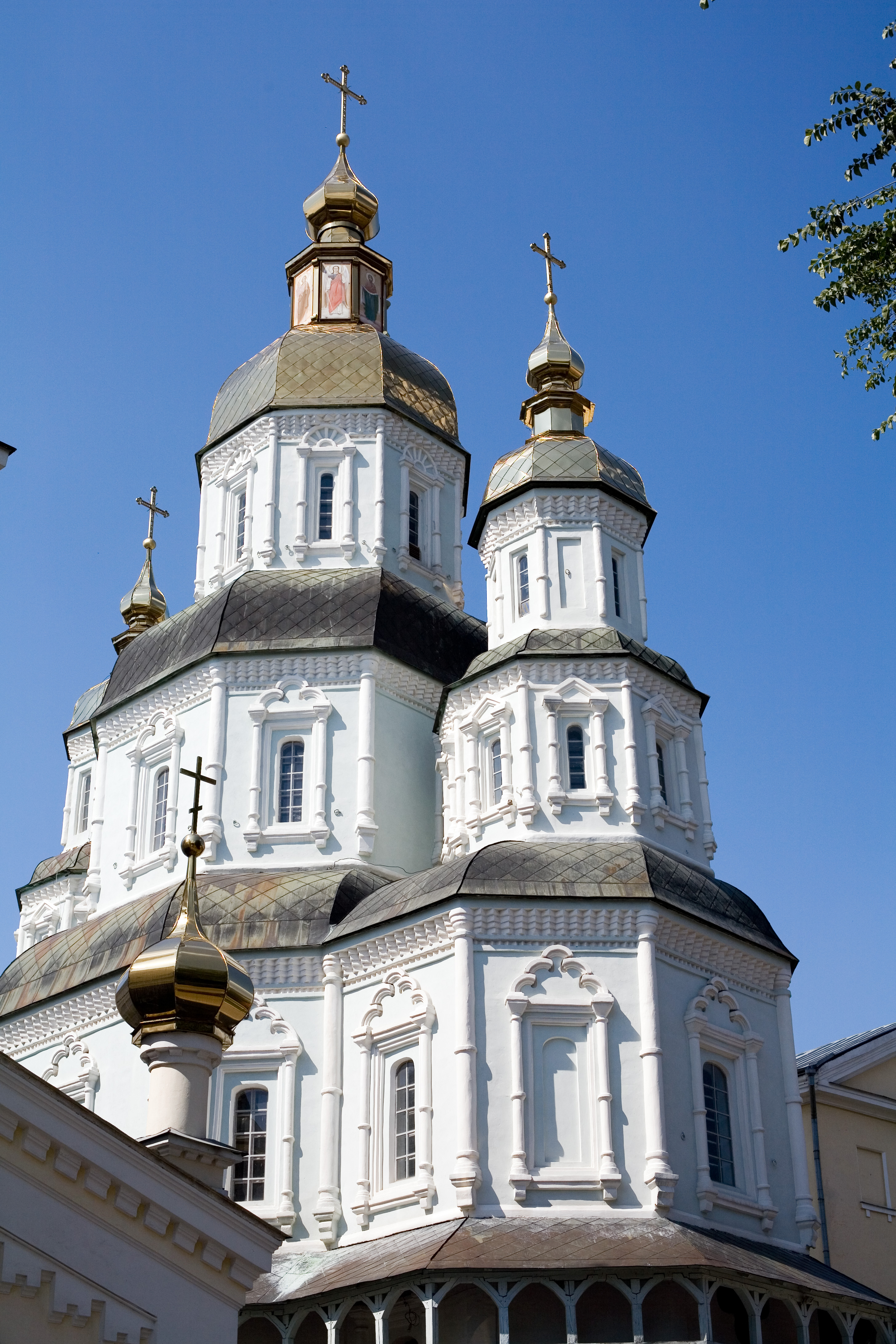
Покровский собор

Духовная жизнь была в то время одной из важнейших страниц в жизни переселенца, потому приходские храмы возникали на новом месте одними из первых. Так, первых храм Харькова — Успенский, был построен за год — с 1657 по 1658 гг. А уже в 1659 году насчитывалось 3 церкви — Успенская, Благовещенская и Троицкая. К 1663 году появилось ещё 2 церкви — Рождественская и церковь в честь Архангела Михаила. Храмы строились силами переселенцев.
Большинство храмов возникало не на территории самой Харьковской крепости, а по слободам. Харьковская крепость была небольшой по размерам и уже не могла вмещать всего населения, которое хотело поселиться здесь. Поэтому рядом с самой крепостью возникают небольшие поселения — слободы. Поскольку они находились недалеко от крепости, их население во время татарского набега могло спрятаться в самой крепости. А крепостные стены не мешали населению слобод заниматься сельским хозяйством и ремёслами.
Первые церкви строились из дерева и первоначально были очень бедными. Бедность Успенской церкви вызвала в московском воеводе Офросимове, который привык к пышности храмов, огромное возмущение, которое он описал в своём донесении царю:

«…А образов местных и деисусов нет — черкасы молятся бумажным листам, своему литовскому письму и стенам, а книг и заводу никаких нет, и за тебя, великий государь, молить Бога не по чем; только лгут Богу и десятой части хвалы Богу не воздают. Нет Евангелия напрестольнаго, ни служебника, ни требника, ни триоди постной, ни трифолоя, ни апостола, ни минеи, ни октоиха, ни шестоднева, ни псалтири следованной, ни евангелия толковаго. И о том вели свой милостивый указ учинить, чтоб было по чем за тебя, великий государь, молить Бога. А я, видячи их маловерие, что поклоняются бумажным листам и стенкам, для того к тебе и писал. И о том, как ты, великий государь, укажешь»
— Багалій Д.І. Історія Слобідської України. — Харків: Основа, 1990 р. — С.180-181
Первыми харьковскими священниками были — священник Еремеище, священник Василище и диакон Иосипище (как они себя именовали в челобитной московскому царю).
Бедность первых храмов вынуждала клир часто обращаться к царю с просьбой материально помочь новым храмам и бедствующему клиру.
Но с ростом города поднималось и благосостояние церквей. В 1685—1687 гг. в городе строится первый каменный храм, который сохранился до нашего времени — Покровский.
До 1667 года Слобожанщина входила в состав Патриаршей области; с 1667 по 1799 год территория входила в состав новоучреждённой Белгородской епархии.

### В составе Белгородской епархии
В это время церковной жизнью в Харькове и Харьковском полку управлял Соборный протопоп, или духовный управитель — настоятель Успенского Собора. В ведении Харьковского протопопа находился кроме Харьковского ещё и Валковский уезд и часть Волчанского. Его правление называлось Протопопией или духовным двором. Все архиерейские распоряжения, которые касались церквей харьковского полка, шли именно к нему. К Протопопу обращалась и местная власть относительно церковных вопросов. В других полковых городах Слобожанщины были свои протопопы. В 1744 году в Харькове создаётся Духовное Правление, в которое кроме протопопа входили ещё два члена — проповедник и один учёный священник. Эта реорганизация была связана с тем, что один протопоп не справлялся со всеми местными делами и часто даже мельчайшие дела отправлялись в Белгородскую Духовную Консисторию, усложняя её деятельность. В 1758 году на 94 церкви, которые входили в ведание Харьковского Духовного Правления приходилось 3 протоиерея, 114 священников, 5 диаконов, 62 дьячка, и 23 пономаря. Весь округ Духовного управления делился на 5 отделений — Харьковское ведомство (управляемое протопопом), Валковское, Нововодолажское, Ольшанское и Золочевское наместничества, которые руководились наместниками из старших священников.
Духовное управление было соединительным звеном между Белгородской Духовной Консисторией и отдельными приходскими священниками. Оно же рассматривало и некоторые мелкие дела своего округа.
Список харьковских протопопов:
- Еремей
- Иван
- Захария Филимонович.
- Панкратий Филимонович.
- Пётр Андреев.
- Яков Ревковский 1707—1716.
- Яков Петрович Сенютович 1719—1722 гг.
- Григорий Александров 1722—1764 гг.
- Стефан Флоринский 1764—1769 гг.
- Михаил Иванович Шванский 1769—1790 гг.
- Иоанн Андреевич Гилевский 1790—1795 гг.
- Андрей Семёнович Прокопович с 1795 г.

В 1726 году был основан Харьковский Коллегиум. В своё время там преподавал известный малороссийский философ — Г. С. Сковорода.
26 февраля (8 марта) 1764 года был провозглашён Манифест о секуляризации церковных владений, по которому монастырские земли были переданы в собственность государству. В 1786—1788 гг. секуляризация была проведена в южных губерниях России и Украине. В это время было расформировано множество монастырей.

### Получение самостоятельности и дальнейшая история епархии
16 (29) октября 1799 года указом Императора Всероссийского Павла I была образована Слободско-Украинская епархия, выделенная из до того огромной Белгородской епархии.
Первым её епископом стал Христофор (Сулима) с титулом «Слободско-Украинский и Харьковский»; с 13 февраля 1836 года по 5 июня 1945 года титул был «Харьковский и Ахтырский»; а с 5 июня 1945 года — «Харьковский и Богодуховский».
В 1866 году в епархии было учреждено Сумское викариатство.
В XVII—XVIII веках главным храмом города был Свято-Успенский собор. После основания самостоятельной епархии кафедральным собором стал Покровский, а Успенский преобразован в «градский собор». В 1846 году, по синодальному указу, архиерейская кафедра была перенесена из Покровского в Успенский собор. «Градским собором» стала именоваться Благовещенская церковь, а с 1863 — Воскресенская. В 1865 году Святейший Синод обнаружил полную ненадобность титула «Градский собор» и право именоваться собором осталось лишь у Успенского храма.

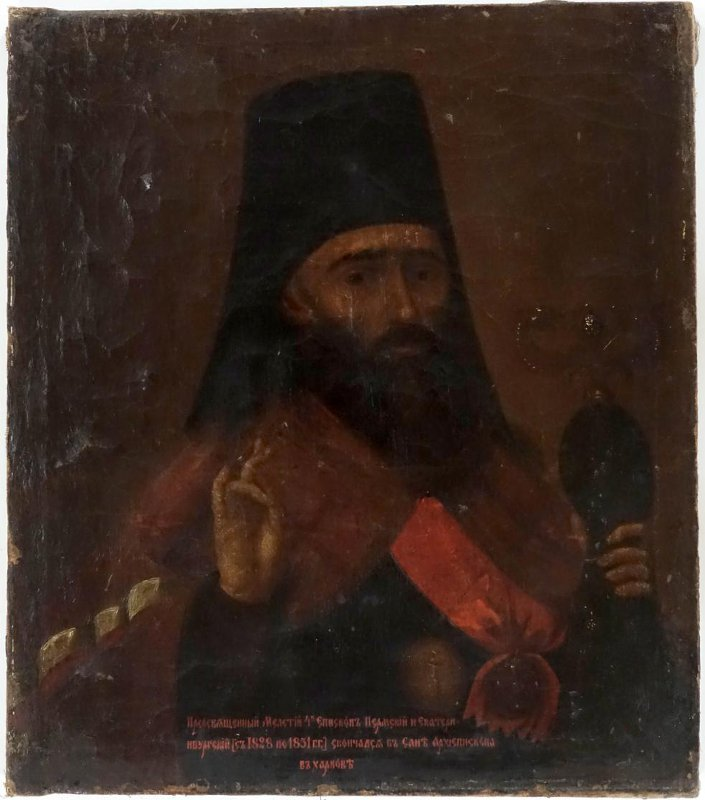
Святитель Мелетий, архиепископ Харьковский

В 1800 году на территории Свято-Покровского монастыря была открыта Духовная Консистория. В 1841 году началось внедрение нового устава Духовных Консисторий, который унифицировал церковное управление на уровне епархии. Епархия разделялась на церковные округа — протопопии, которые соответствовали уездам и управлялись протопопами и духовными правлениями — соответствующими коллегиальными органами. Протопопии разделялись на благочинные округа, а те — на приходы. Со временем институт протопопии ослабел, а в 1840 году он был ликвидирован.
В 1840/41 учебном году в Харькове была организована Духовная Семинария на базе бывшего Коллегиума.
Ко времени основания епархии в Харькове насчитывалось 10 церквей: Покровская, Успенская, Николаевская, Благовещенская, Дмитриевская, Рождественская, Воскресенская, Михайловская, Вознесенская и Мироносицкая, которая была кладбищенской.
Если в 1799 году в епархии было 673 церкви, то через 100 лет их насчитывалось более 1000. В начале XX века на Харьковщине было около 800 церковно-приходских школ и около 20 монастырей. Всего на Харьковщине на 1904 год насчитывалось 950 церквей, 10 монастырей, 1360 священников и диаконов. В самом городе насчитывались 42 церкви.
В 1912 году в Епархии было 952 церкви, 75 часовен; 13 монастырей (8 мужских и 5 женских), 1 женская община; духовная семинария, 3 духовных училища, епархиальное женское училище, 816 церковных школ; 777 библиотек при церквях; 7 больниц и 27 богаделен.
16 октября 1843 года по докладу обер-прокурора Священного Синода император Николай Павлович утвердил просьбу жителей Харькова о введении крестного хода для перенесения иконы Озерянской Божьей Матери из Куряжского монастыря в Харьковский Покровский кафедральный собор. Крестные ходы должны были происходить 30 сентября (из Куряжа в Харьков) и 22 апреля(из Харькова в Куряж) в соответствии с престольными праздниками Харьковского Покровского собора (1 октября) и Куряжского монастыря (23 апреля). Он стал главным городским духовным праздником.
В 1821—1841 гг. велось строительство колокольни Успенского собора(89,5 м), которая превосходила по высоте колокольню Ивана Великого в Москве.
Во второй половине XIX века в Харькове выходило 14 духовно-просветительских изданий, в частности философско-богословский журнал «Вера и разум», журналы «Духовный вестник», «Духовный дневник», «Благовест», газета «Харьковские Епархиальные Ведомости», другие издания.

### Харьковская епархия в XX веке
С 14 мая 1914 года по апрель 1917 года (снова избран в августе того же года) Харьковскую кафедру занимал Антоний (Храповицкий), впоследствии первый предстоятель Русской Православной Церкви заграницей.

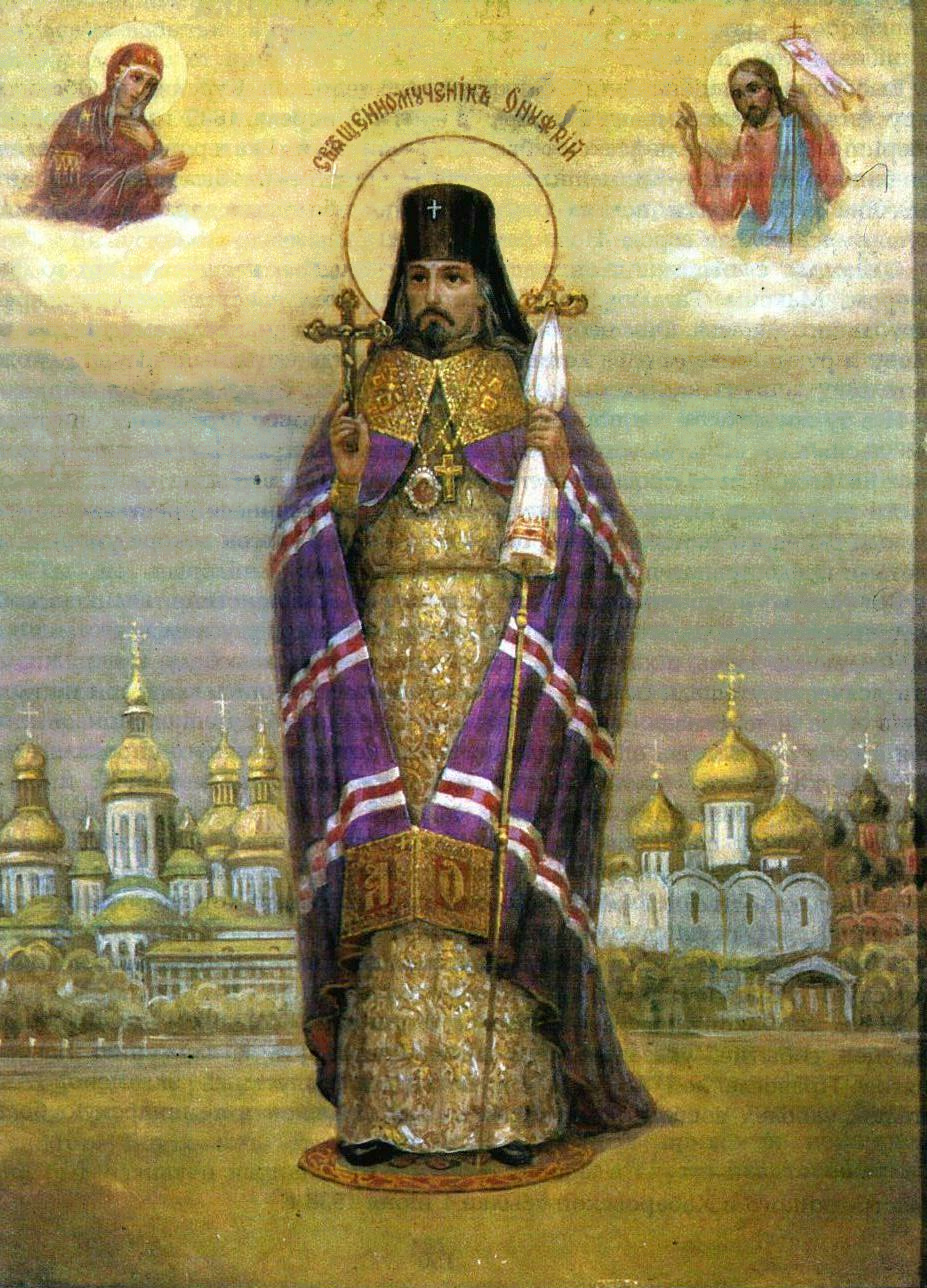
Священномученик Онуфрий (Гагалюк)

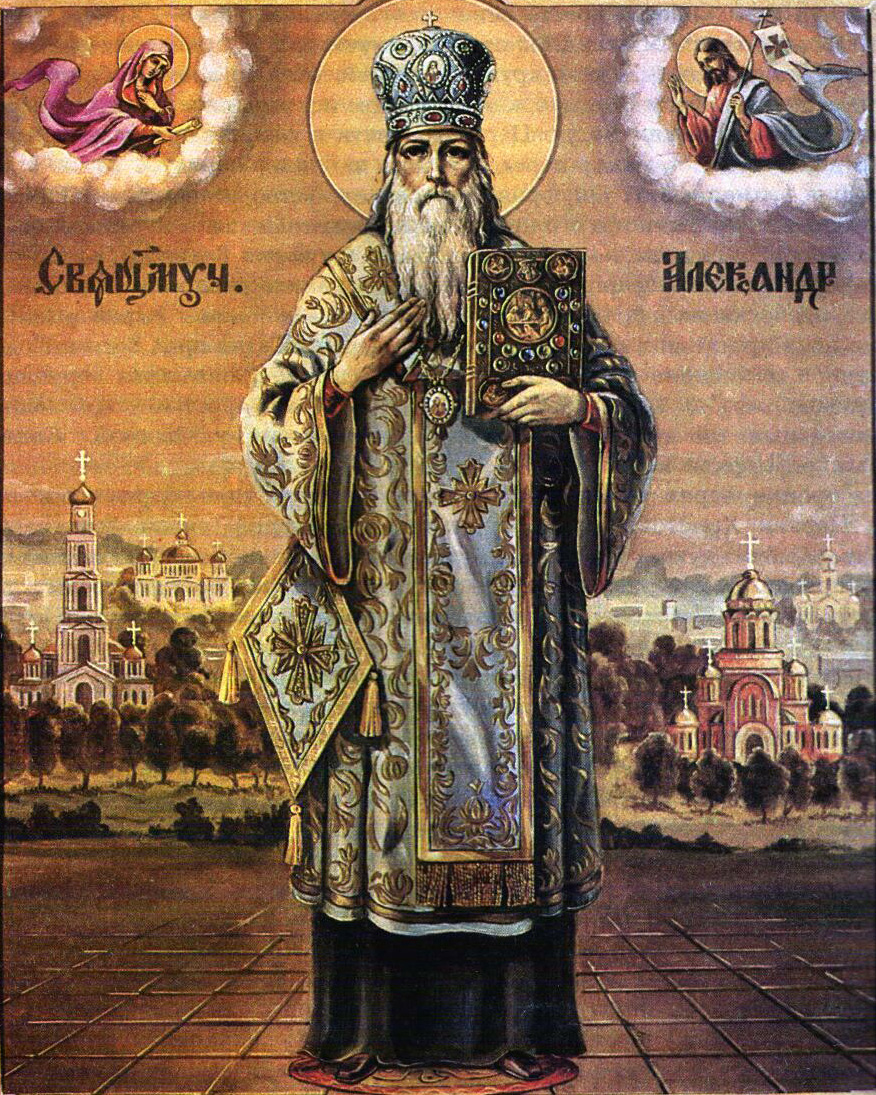
Священномученик Александр (Петровский)

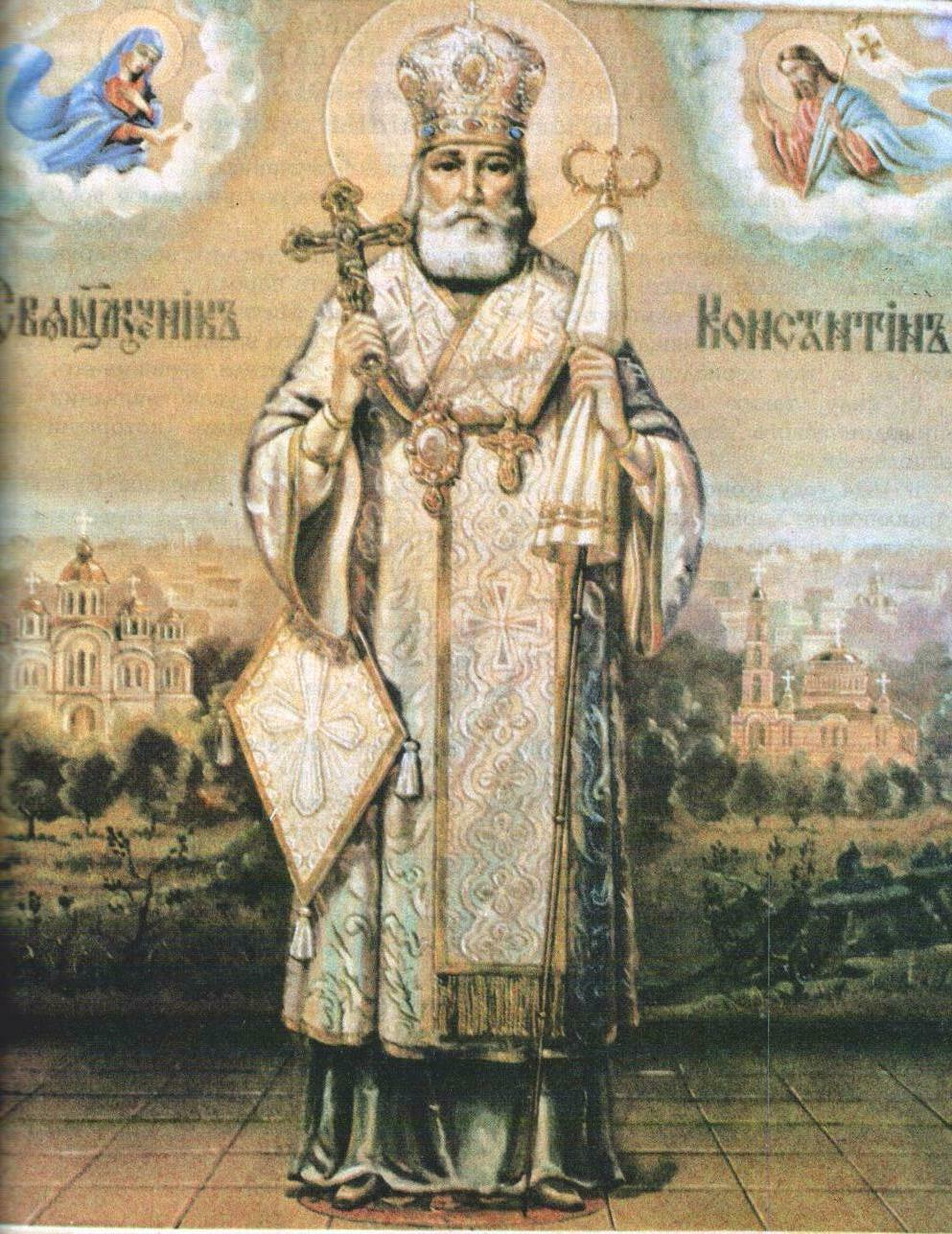
Священномученик Константин (Дьяков)

В 1920-е годы в церковной жизни харьковщины доминировало «обновленческое» движение Российской Церкви. Партийно-государственный органы прилагали усилия к полной ликвидации Патриаршей Церкви («тихоновщины»); газета «Известия» от 18 апреля 1923 года сообщала: «<…> На этих днях среди харьковского духовенства закончена ликвидация последних остатков тихоновщины. В результате арестовано 16 священников, во главе с епископом Павлом, и 2 черносотенца — Стеценко и Губиев. Черносотенные попы будут высланы из пределов Украины.»
В октябре — декабре 1923 года в Харькове состоялся обновленческий собор, который провозгласил образование Украинской Православной Автокефальной Церкви (УПАЦ) и избрал Синод (отсюда и второе название — «синодалы»), возглавляемый митрополитом Пименом (Пеговым). В начале 1930-х годов возник острый конфликт между УАПЦ и обновленческим синодом в Москве; 20 декабря 1934 года московский обновленческий синод принял решение ликвидировать УАПЦ и перевести её приходы в своё непосредственное подчинение.
С 11 по 15 ноября 1924 года в Харькове заседало Всеукраинское предсоборное совещание («обновленческое») в составе 78 делегатов: епархиальных и викарных епископов и по одному клирику и мирянину от каждой епархии. Центральный обновленческий Синод был представлен митрополитом Серафимом (Руженцовым); председательствовал митрополит Пимен (Пегов). Главными вопросами повестки Совещания были: автокефалия Украинской Церкви и украинизация богослужения. Совещание осудило «самосвятов-липковцев» как еретиков ираскольников. По докладу обновленческого Киевского митрополита Иннокентия (Пустынского) было принято постановление о необходимости перехода Киево-Печерской лавры в ведение Всеукраинского Священного Синода, что и произошло 15 декабря 1924 года. C 1924 года до середины 1930-х Харьков — центр Лубенского раскола (булдовцы).
В тот же период активно действовали представители монархической общины «подгорновцев» (по имени священника Василия Подгорного — сначала в ведении епископа Варлаама (Лазаренко), а с марта 1928 — епископа Алексия (Буя)). В конце 1920-х годов Харьков также был одним из очагов иосифлянства, во главе которого здесь стоял епископ Павел (Кратиров).
К 1941 году оставался лишь один открытый приход — Казанский храм в Харькове на Лысой горе. В 1937—1938 годы (до своего ареста) архиерейскую кафедру занимал архиепископ Александр (Петровский) (Московский патриархат), который и служил в единственном православном храме города.
После оккупации в октябре 1941 года города германскими войсками церковная жизнь начала возрождаться под руководством прежнего лидера лубенцев митрополита Феофила Булдовского, который летом 1942 года примкнул к УАПЦ (поликарповцам); в его юрисдикции находилось около 400 приходов.
В 1946 году кафедральным собором Харьковской епархии (Московский патриархат) стал Благовещенский собор.
В 1947 году из Покровского монастыря Харькова были перенесены мощи св. Мелетия и находившиеся в музее мощи святителя Афанасия (Петеллария), Лубенского чудотворца — в Благовещенский собор города.
Резкое сокращение числа приходов наблюдалось с конца 1950-х годов: храмы превращались в клубы, кинотеатры, склады и другие хозучреждения. Количество приходов на 1 января 1979 года, сократилась до 65, из них в Харькове осталось 11.
К году тысячелетия Крещения Руси в Харькове было закончена реставрация Успенского собора; начался процесс возвращения епархии храмов и монастырей.

### Архиерейский собор УПЦ 1992 года
Судьбоносное значение для истории УПЦ МП имел состоявшийся 27—28 мая 1992 года в Харькове, в архиерейской резиденции на территории Покровского монастыря, Архиерейский Собор Украинской Православной Церкви. На Соборе был избран новый предстоятель УПЦ в составе Московского Патриархата митрополит Киевский и всея Украины Владимир (Сабодан). Собор был созван Митрополитом Харьковским и Богодуховским Никодимом (Руснаком), который и председательствовал на нём.
Архиереи, участвовавшие в Соборе, выразили недоверие впоследствии анафематствованному митрополиту Филарету (Денисенко), который не явился на Собор, и освободили его от Киевской кафедры и должности Первоиерарха УПЦ.

### 1990-е — 2010-е годы

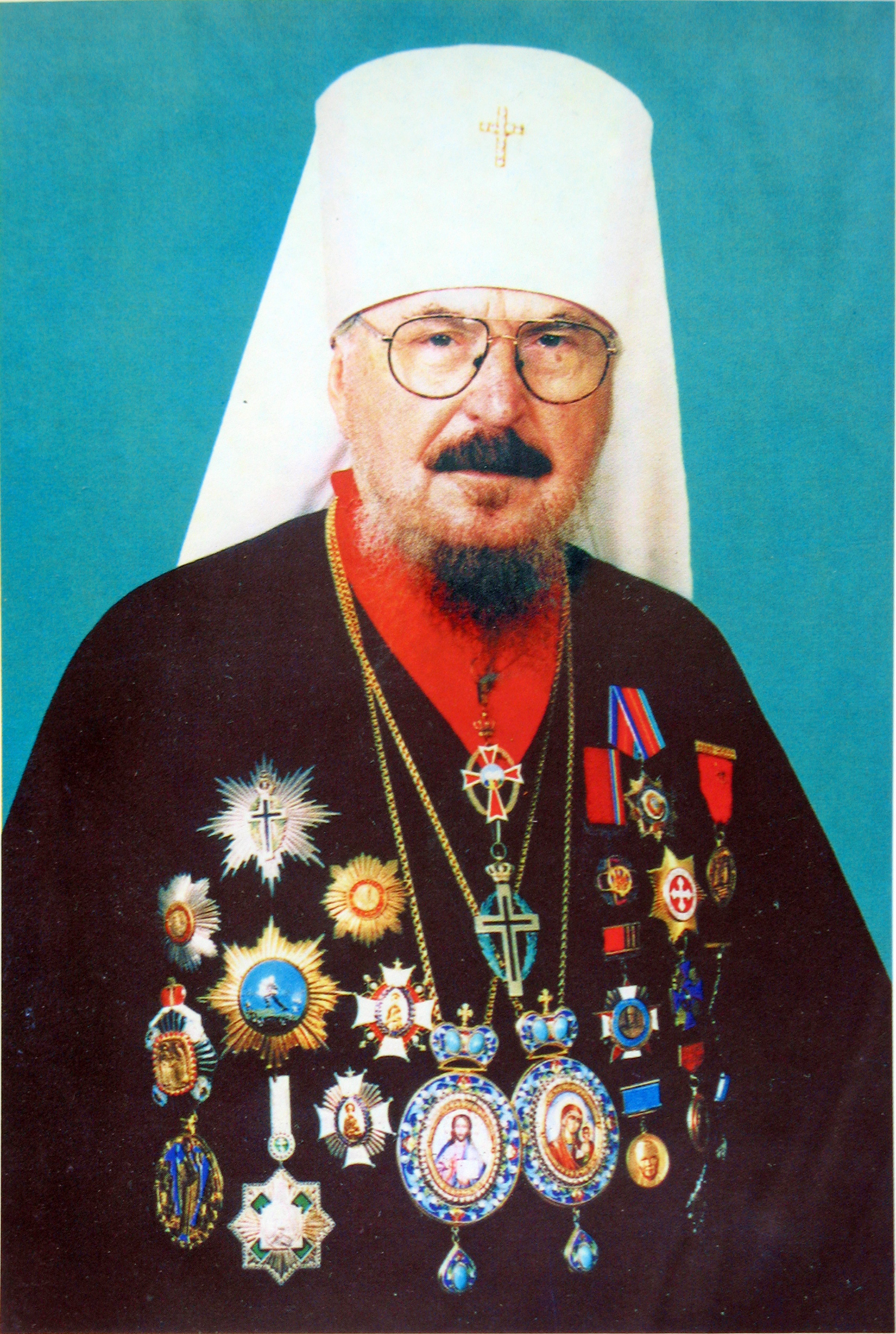
Митрополит Харьковский и Богодуховский Никодим (Руснак)

18 сентября 1993 года в городе Харькове открывается двухгодичное Духовное Училище, которое было утверждено Священным Синодом УПЦ 19 октября 1993 года. А уже 12 сентября 1996 года Харьковское Духовное Училище получило статус Семинарии. Срок учёбы был увеличен на два года. Ректором Семинарии стал Митрополит Харьковский и Богодуховский Никодим. Первый выпуск в Семинарии состоялся 21 мая 1997 года, когда первых 26 человек получили дипломы об окончании этого учебного заведения.
В 1994 году опять начала выходить газета «Харьковские Епархиальные Ведомости», которая стала официальным органом Харьковской Епархии, а в 2000 году был возобновлён выход философско-религиозного журнала «Вера и разум».
22 июня 1993 года на заседании Священного Синода УПЦ всех новомучеников Слободского края, которые пострадали в годы большевистского гонения на церковь, причислили к местночтимым святым. Среди них — священномученик архиепископ Харьковский Александр (Петровский), временно управляющий Харьковской Епархией в тяжёлые 1930-е годы архиепископ Онуфрий (Гагалюк), митрополит Константин (Дьяков), архиепископ Иннокентий (Летяев), архиепископ Иннокентий (Тихонов), священнослужители, и другие православные подвижники.
Активно идёт возвращение и строительство новых храмов.
8 мая 2012 года решением Синода УПЦ из состава Харьковской епархии была выделена Изюмская и Купянская епархия в составе 13 районов Харьковской области. В составе Харьковской епархии остались Харьков и 14 районов.

Карта епархии на 20.07.2012

20 июля 2012 года решением Священного Синода УПЦ были изменены границы: к Харьковской епархии отнесены Дергачёвский и Золочевский районы Харьковской области, входившие с 8 мая по 20 июля в состав Изюмской епархии, как наиболее близкие к Харькову; одновременно к Изюмской епархии отнесены Барвенковский и Близнюковский районы Харьковской области, входившие ранее в состав Харьковской епархии, как наиболее далёкие от Харькова.

## Современное состояние

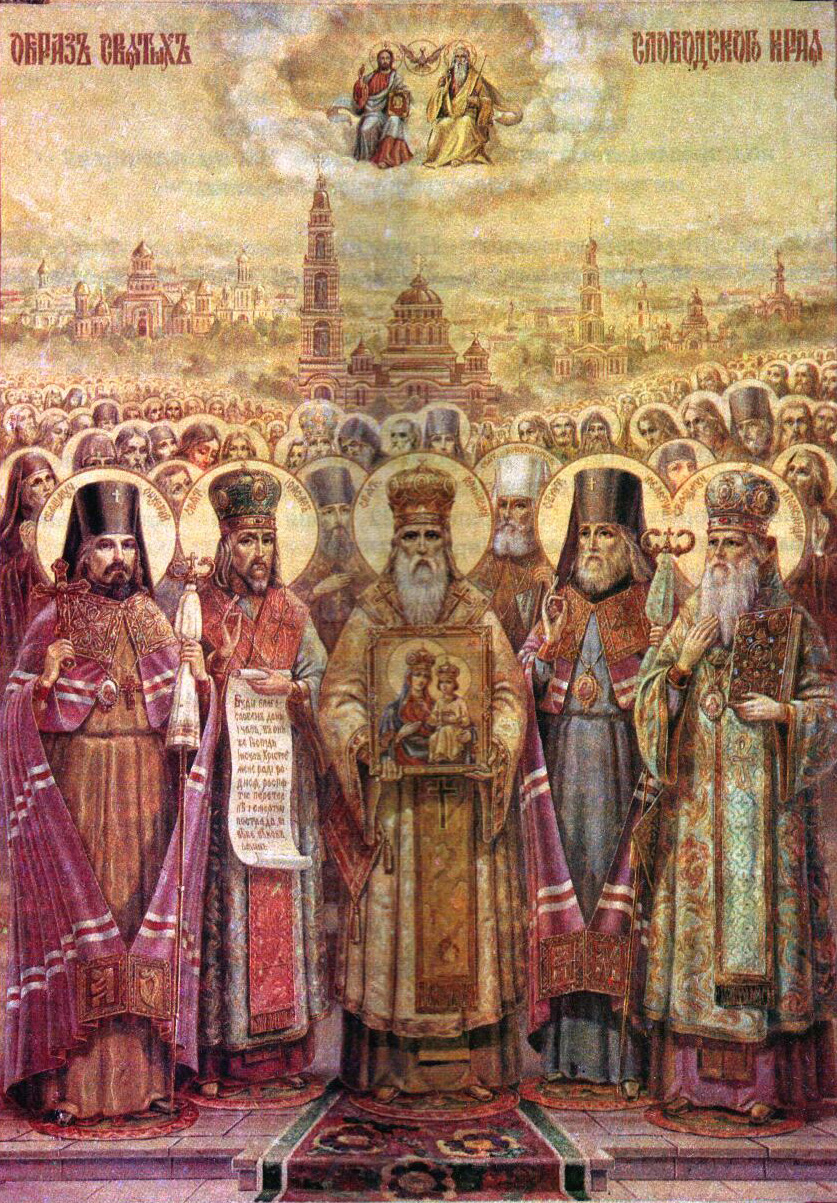
Икона «Святые Слободского края»

C 8 мая 2012 года управляющий епархией — архиепископ Харьковский и Богодуховский Онуфрий (Лёгкий).
Харьковское Епархиальное Управление Украинской Православной Церкви располагается по адресу: г. Харьков, 61002, ул. Университетская, 8.
Епархиальные отделы: религиозного образования, катехизации и миссионерства; по взаимодействию с Вооружёнными Силами и правоохранительными учреждениями; по делам молодёжи; паломнический отдел.
В Харьковской епархии насчитывается 304 прихода (входят в состав 20 благочинных округов), действуют один мужской (Покровский монастырь в Харькове) и один женский монастырь (Архангело-Михайловский монастырь в Лозовой).
Кафедральный собор епархии — Благовещенский собор в Харькове.
В епархии действует Духовная Семинария (срок обучения 4 года). При семинарии существуют регентские и педагогические курсы (для преподавателей воскресных школ), иконописная школа (срок обучения 3,5 года).
С 2004 г. действует Церковно-исторический музей Харьковской епархии.

### Герб епархии
24 марта 2011 митрополитом Харьковским и Богодуховским Никодимом был утверждён герб Харьковской епархии. В разработке принимали участие: декан исторического факультета Харьковского национального университета имени В. Н. Каразина Посохов С. И., профессор Харьковского национального университета имени В. Н. Каразина Куделко С. М., протодиакон Максим Талалай, главный художник г. Харькова Дуденко С. И., Мироненко Г. И.
Описание: 

Герб Харьковской епархии Украинской Православной церкви являет собой щит овальной формы, который рассечен и пересечен (четверочастный). Поле правой стороны — зелёное (в церковной православной символике зелёный цвет напоминает о зелёной мантии — одном из знаков патриаршего достоинства; в нашем регионе этот цвет используется в гербах города и области), поле левой стороны — лазоревое (синее), которое символизирует цвет митрополичьей мантии. Суженные столб и пояс образуют центральный крест. Щит окаймлен золотой каймой. В первой части щита помещен нательный мраморный крест, найденный на Донецком городище. Во второй части щита изображена виноградная лоза — древний христианский символ (кисть винограда содержит 27 ягод, по числу районов современной Харьковской области). В третьей части изображен белый восходящий орел (фронтально, распростершим крылья, голова повернута геральдически вправо) — символ родового герба первого епископа Слободско-Украинского и Харьковского Христофора (Сулимы; + 1813). В четвёртой части щита изображен омофор, поскольку церковно-административный и исторический центр Харьковской епархии находится в Свято-Покровском монастыре. В качестве навершия выступают архиерейская митра, а также верхние части архиерейского жезла и запрестольного креста. По сторонам от щита стоят фигуры харьковских святых — святителя Мелетия [слева] и священномученика Александра [справа], которые символизируют более чем двухвековую историю епархии. На девизной ленте пурпурного цвета имеется девиз «Вера и разум», а также обозначение кириллицей даты — 1799 — год учреждения Харьковской епархии. Лента обрамляет лавровые и дубовые ветви.— Герб Харьковской епархии

## Награды епархии
- Медаль Афанасия Цареградского (1 и 2 степени).

## Список архиереев Харьковской епархии Московского патриархата

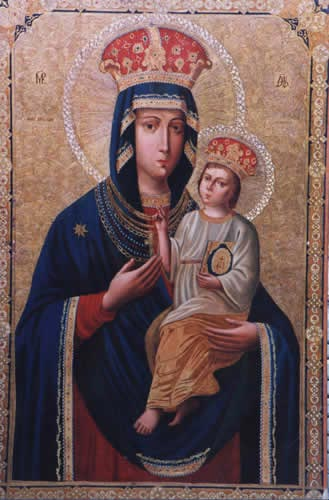
Озерянская икона Божией Матери, главная святыня Слобожанщины

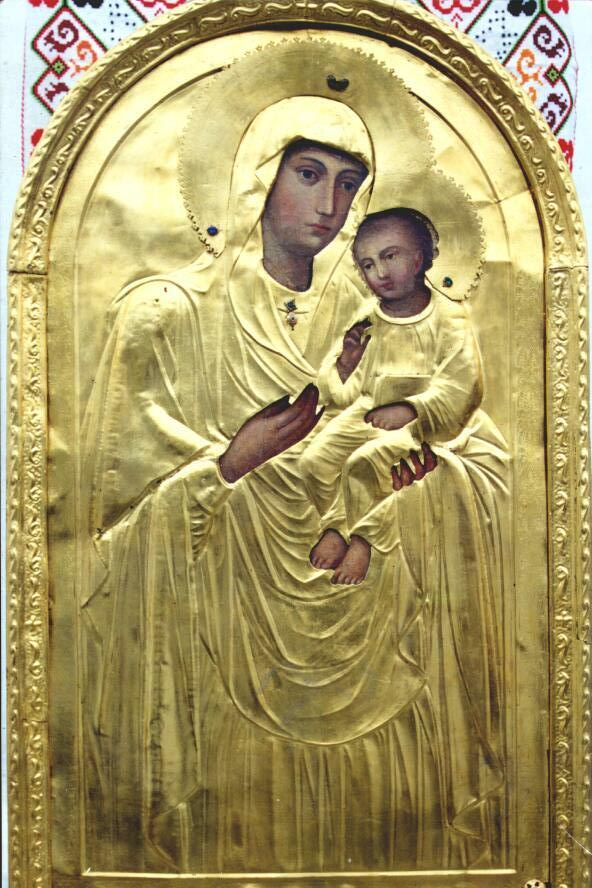
Песчанская икона Божией Матери, святыня города Изюма

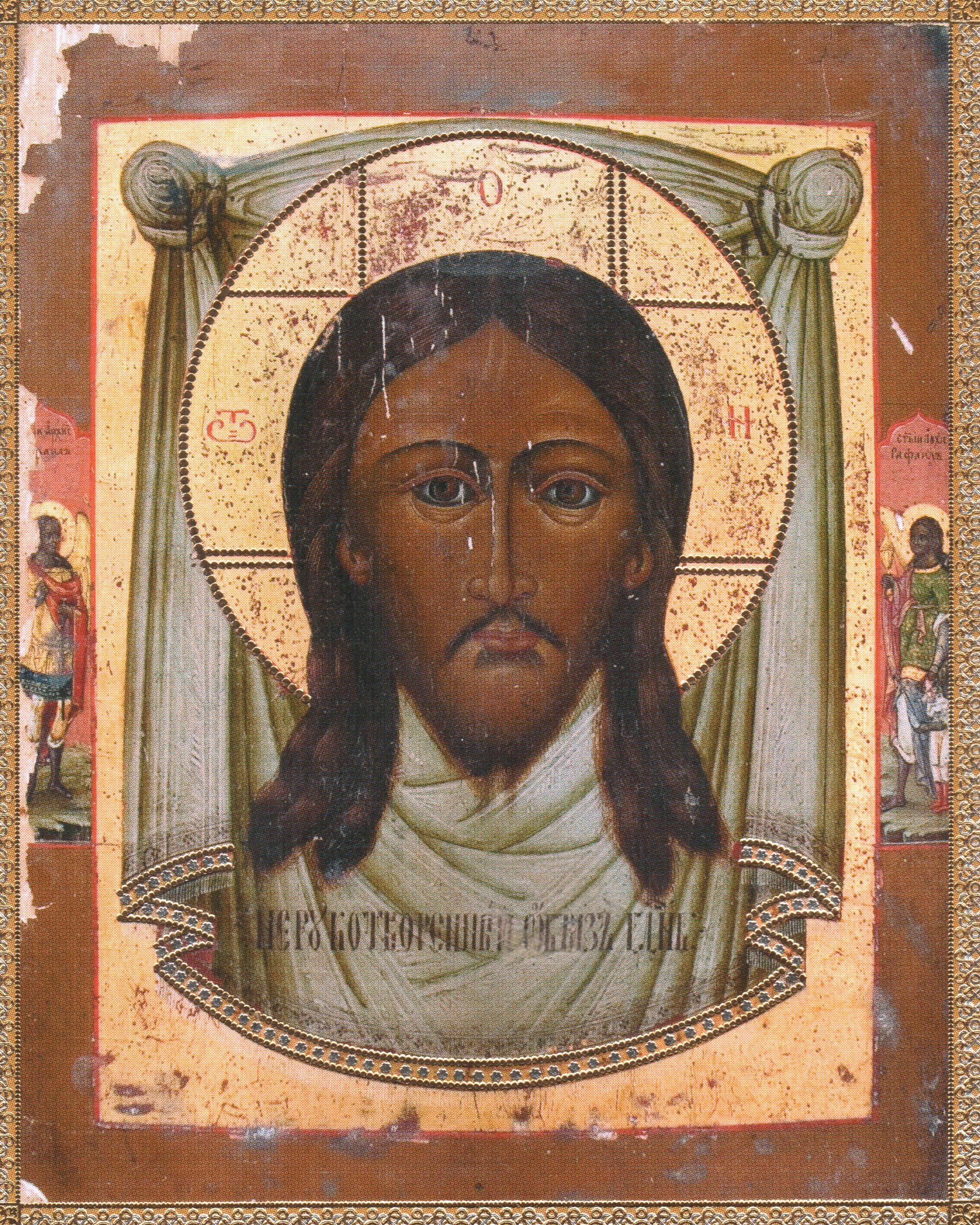
Чудесно обновившаяся чудотворная икона Спаса Нерукотворного

Слободско-Украинская и Харьковская епархия
- Христофор (Сулима), епископ (16 октября 1799 — 6 февраля 1813)
- Аполлос (Терешкевич), епископ (14 октября 1813 — 19 января 1817)
- Павел (Саббатовский), епископ (18 февраля 1817 — 26 февраля 1826)
- Виталий (Борисов-Жегачев), епископ (28 февраля 1826 — 12 марта 1832)
- Иннокентий (Александров), епископ (19 мая 1832 — 22 июня 1835)

Харьковская и Ахтырская епархия
- Мелетий (Леонтович), архиепископ (22 июня 1835 — 29 февраля 1840)
- Смарагд (Крыжановский), архиепископ (6 апреля 1840 — 31 декабря 1841)
- Иннокентий (Борисов), епископ (31 декабря 1841 — 24 февраля 1848) (с 15 апреля 1845 архиепископ)
- Елпидифор (Бенедиктов), епископ (1 марта 1848 — 6 ноября 1848)
- Филарет (Гумилевский), епископ (6 ноября 1848 — 2 мая 1859) (с 7 апреля 1857 архиепископ)
- Макарий (Булгаков), епископ (2 мая 1859 — 10 декабря 1868) (с 8 апреля 1862 архиепископ)
- Нектарий (Надеждин), архиепископ (21 января 1869 — 7 сентября 1874)
- Савва (Тихомиров), епископ (7 декабря 1874 — 23 апреля 1879)
- Иустин (Охотин), епископ (23 апреля 1879 — 15 сентября 1882)
- Амвросий (Ключарёв), епископ (22 сентября 1882 — 3 сентября 1901) (с 20 марта 1886 архиепископ)
- Флавиан (Городецкий), архиепископ (10 ноября 1901 — 1 февраля 1903)
- Арсений (Брянцев), архиепископ (8 февраля 1903 — 28 апреля 1914)
- Антоний (Храповицкий), архиепископ (14 мая 1914 — 1 мая 1917; 19 августа 1917 — 30 мая 1918)(митрополит с 29 ноября 1917)
  - Феодор (Лебедев), в/у (1917), епископ Старобельский
  - Неофит (Следников), в/у (1918), епископ Старобельский
  - Георгий (Ярошевский), в/у (1919), архиепископ Минский
- Нафанаил (Троицкий) (9 января 1920 — 12 ноября 1927) (с 1924 митрополит)
  - Иоанникий (Соколовский), в/у (1922? — 1924?), епископ Бахмутский
  - Серафим (Самойлович), в/у (1922? — 15 января 1924), епископ Угличский
- Константин (Дьяков), в/у (21 сентября 1924 — 12 ноября 1927), епископ Сумской; архиепископ Харьковский (12 ноября 1927 — 9 июля 1934) (с 18 мая 1932 митрополит)
- Сергий (Гришин), архиепископ (9 июля — 5 ноября 1934)
  - Анатолий (Грисюк), в/у (1934—1935), митрополит Одесский
- Иннокентий (Летяев), архиепископ (17 февраля 1935 — 20 июля 1936)
- Иннокентий (Тихонов), архиепископ (январь 1937 — 5 апреля 1937)
- Александр (Петровский), архиепископ (20 мая 1937 — 24 мая 1940)
  - Пантелеимон (Рудык), в/у (1941), епископ Львовский
- Сергий (Гришин) (20 мая — 13 июля 1942)

Харьковская и Богодуховская епархия
- Стефан (Проценко), митрополит (до 12 февраля 1959 архиепископ) (5 июня 1945 — 6 октября 1960)
  - Андрей (Сухенко), в/у (6 октября — 23 ноября 1960), архиепископ Черниговский
  - Алипий (Хотовицкий), в/у (23 ноября 1960 — 16 марта 1961), епископ Полтавский
- Нестор (Тугай), епископ (16 марта 1961 — 30 марта 1964)
- Леонид (Лобачев), архиепископ (30 марта 1964 — 28 июля 1967)
- Леонтий (Гудимов), епископ (7 октября 1967 — 1 декабря 1970) (с 25 февраля 1968 архиепископ)
- Никодим (Руснак), архиепископ (1 декабря 1970 — 23 ноября 1983), в/у (23 ноября 1983 — 28 марта 1984), архиепископ Львовский
- Ириней (Середний), архиепископ (28 марта 1984 — 13 сентября 1989)
- Никодим (Руснак), митрополит (13 сентября 1989 — 15 сентября 2011)
  - Онуфрий (Лёгкий), в/у (16 сентября 2011 — 8 мая 2012), в/у, архиепископ Изюмский
- Онуфрий (Лёгкий), митрополит (до 23 ноября 2013 архиепископ) (с 8 мая 2012)

## Список викарных архиереев Харьковской епархии Московского патриархата

### ЕпископыСумские
- Герман (Осецкий) (8 января 1867 — 24 июня 1872)
- Вениамин (Платонов) (30 июля 1872 — 9 апреля 1883)
- Геннадий (Левицкий) (9 апреля 1883 — 29 ноября 1886)
- Пётр (Лосев) (1 ноября 1887 — 22 июля 1889)
- Владимир (Шимкович) (24 августа 1890 — 5 декабря 1892)
- Иоанн (Кратиров) (25 апреля 1893 — 17 января 1895)
- Пётр (Другов) (17 января 1895 — 30 мая 1899)
- Иннокентий (Беляев) (1 августа 1899 — 10 декабря 1901)
- Стефан (Архангельский) (27 января 1902 — 29 апреля 1904)
- Алексий (Дородницын) (30 мая 1904 — 18 июля 1905)
- Евгений (Бережков) (27 ноября 1905 — 22 мая 1909)
- Василий (Богоявленский) (26 июля 1909 — 4 марта 1911)
- Феодор (Лебедев) (8 мая 1911 — 14 мая 1916)
- Митрофан (Абрамов) (5 июня 1916 до декабря 1919)
- Корнилий (Попов) c 15 февраля 1921 до сентября 1922)
- Константин (Дьяков) (23 апреля 1924 — 12 ноября 1927)
- Вячеслав (Шурко) (23 октября 1934—1935)

### Епископы Старобельские
- Феодор (Лебедев) с 14 мая 1916 до 16 октября 1917 года.
- Неофит (Следников) с 16 октября 1917 (с 17/30 мая 1918 г. временно управлял Харьковской епархией) до 9 ноября 1918 года.
- Павел (Кратиров) с 1921 до марта 1923 года.
- Димитрий (Галицкий) с 1923 до 1925 года.

### Прочие викарии
- Алексий (Воронов), епископ Волчанский[8] (1918—1919)
- Павел (Колосов), епископ Елизаветградский (1921—1923)
- Онуфрий (Лёгкий), архиепископ Изюмский (22 апреля 2000 — 8 мая 2012)

## Монастыри Харьковской епархии

### Современные
- Покровский мужской монастырь, Харьков. Основан на Университетской горке в 1726, закрыт в 1920, возобновлён в 1991 году.
- Архангело-Михайловский женский монастырь, Лозовая. Основан в 1998 году. Имеет скит.
- Архангело-Михайловский монастырь, Бабаи. Строится с 2004 года.

### Монастыри, ранее входившие в состав епархии

#### Ныне относятся к другим епархиям
- Святогорская пустынь (Донецкая епархия). Монастырь основан на правом берегу Донца на меловых горах Донецкого кряжа. Первые сведения о Святогорске относятся к началу XVI века. Точная дата основания неизвестна. Первые достоверные данные относятся к 1624 году. После секуляризации 1788 года монастырь был закрыт; возобновлён в 1840-х годах, затем в 1992, с 2004 — Лавра.
- Ахтырский Троицкий монастырь (Сумская епархия). Первый деревянный храм монастыря — Благовещенский был построен в 1654 году. В 1724 году построен каменный Троицкий храм. С этого времени монастырь получил своё название. В 1787 году монастырь был закрыт, а иноки были переведены в Куряжский монастырь. Троицкий храм был преобразован в приходской, а Благовещенский и Преображенский храмы вместе с ограждением были разобраны.
- Борисоглебский женский монастырь, Водяное (Змиевской район) (Изюмская епархия). Основан в 1991 году. До 8 мая 2012 входил в состав Харьковской епархии; передан в Изюмскую.
- Ряснянский Димитриевский монастырь (Сумская епархия). Учреждён близ села Рясное Ахтырского уезда Харьковской губернии на средства, завещанные помещиком Константином Дмитриевичем Хрущёвым. 14 сентября 1867 года получено императорское разрешение на учреждение двухклассного мужского монастыря в честь святого великомученика Димитрия Солунского. В 1869 году началось строительство. В 1920 году монастырь прекратил своё существование. В 2004 году началось возрождение монастыря.

#### Закрытые
- Куряжский Преображенский монастырь (Старохарьковский). Основан в 1673 году. Во время секуляризации церковных земель монастырь был закрыт и преобразован в лазарет и склад. В 1796 году благодаря ходатайству харьковского генерал-губернатора А. Я. Левандинова монастырь был опять открыт.
- Хорошев Вознесенский женский монастырь. Точная дата основания неизвестна. В 1656 году уже существовал.
- Харьковский Николаевский женский монастырь.
- Сумской Успенский монастырь.
- Сумской Предтечев женский монастырь. Основан возле заводи реки Псёл в двух верстах от Сум в слободе Луки. Основан полковником Герасимом Кондратовичем в 1687 году. В 1787 году, во время массового закрытия монастырей, на некоторое время оставлен для обитания в нём всех монахинь закрытых монастырей Белгородской епархии. После их смерти утварь и вещи монастыря переданы в Покровский монастырь.
- Михайловская Предтечева пустынь. Основана в 12 верстах от Лебедина и в одной версте от слободы Михайловки. Ещё в 1676 году здесь жил монах-пустынник. В 1680—1685 годах построены монастырские здания. В 1790 году обитель закрыта.
- Озерянская Богородичная пустынь. Основана на месте обретения чудотворной Озерянской иконы в 1710 г. Закрыта в 1787 г.
- Змиевской Николаевский монастырь. Основан в восьми верстах от Змиева и в пяти верстах от устья р. Гомольши, на правом берегу Донца. В 1668 году монастырь уже существовал. Закрыт в 1788 году.
- Змиевской Высочиновский монастырь. Основан на месте обретения чудотворной Высочиновской иконы Божией матери.
- Краснокутский Петропавловский монастырь. Основан на правом берегу р. Мерлы в трёх верстах от Краснокутска полковником Иваном Штепой около 1673—1675 гг. Закрыт в 1788 году.
- Сеннянский Покровский монастырь. Основан около 1682 года сеннянским сотником Василием Григорьевым в семи верстах от Сенного Богодуховского уезда. Закрыт в 1788 году.
- Николаевский Стрелечанский женский монастырь (Верхо-Харьковский, Стрелечье).
- Вольновский Троицкий монастырь. Основан в 1675—1684 годах на реке Ворсклице в 6 верстах от бывшего г. Вольного и в 40 верстах от Богодухова. Закрыт в 1794 г.
- Аркадиева Богородичная пустынь. Основана на левом берегу Донца. В 1653 году уже существовала. В 1787 году закрыта.
- Чугуевский Успенский монастырь. Основан в Чугуеве на берегу Донца в 1660 году. Закрыт указом от 11 ноября 1724 года.
- Чугуевская Владимирская пустынь. Основана около 1700 года на берегу Донца в 6 верстах от Чугуева. Названа в честь Владимирской иконы Богоматери. Закрыта в 1787 году.
- Гороховатская Богородичная пустынь. Основана на правом берегу Старого Оскола у подошвы Гороховатских скал. Дата основания неизвестна, но в 1698 году уже существовала. В 1760 году перенесённая от подтоплений на левый берег Оскола (около хутора Борового). Закрыта в 1788 году.
- Светловщинский Трёхсвятительский женский монастырь. Основан в 1897 году в селе Светловщина, в пяти километрах от г. Лозовая. Закрыт в 1917 году.
- Спасов мужской монастырь. Основан в 1889 г. как скит Святогорского монастыря на месте чудесного спасения Царской Семьи во время крушения императорского поезда 17 октября 1888. В 1906 году преобразован в самостоятельный монастырь.
- Фомовский Успенско-Серафимовский женский монастырь. Община возникает в октябре 1897 года близ хутора Фомовки в восьми верстах от села Сватово-Лучки Купянского уезда. 10 августа 1905 года община преобразована в общежительный женский монастырь. При монастыре был создан Серафимовский скит.
- Казанско-Серафимовский монастырь. Община возникает в селе Семиреньки Ахтырского уезда в имении, пожертвованом в 1904 году ахтырским купцом Павлом Пелипцом. 5 июня 1915 община преобразована в Казанско-Серафимовский монастырь.

## Соборы епархии
- Благовещенский кафедральный собор (Харьков).
- Покровский собор (Харьков) — бывший кафедральный.
- Успенский собор (Харьков) — бывший кафедральный.
- Никольский собор (Харьков) — разрушен в 1930, бывший кафедральный.
- Успенский собор (Богодухов) — разрушен, бывший кафедральный.

## Святыни
- Озерянская икона Божией Матери — празднование 30 октября (12 ноября).
- Песчанская икона Божией Матери — празднование 8 (21) июля и 22 октября (4 ноября).
- Икона Спаса Нерукотворного — празднование 7 (20) июля.
- Святые епархии:
  - Святитель Афанасий Цареградский, Лубенский чудотворец (мощи его с 1947 года пребывают в Благовещенском соборе Харькова) — память 2 (15) мая;
  - Святитель Иоасаф Белгородский (Горленко) (мощи его в Преображенском соборе Белгорода) — память 10 (23) декабря и 4 (17) сентября;
  - Святитель Мелетий Харьковский (Леонто́вич) (мощи его в Благовещенском соборе Харькова) — память 12 (25) февраля (тезоименитство) и 29 февраля — день преставления (14 марта в високосный год) или 28 февраля (13 марта в невисокосный год);
  - Священномученик Онуфрий (Гагалюк) (мощи его не обретены) — память 19 мая (1 июня);
  - Священномученик Александр Харьковский (Петровский) (мощи его в Благовещенском соборе Харькова) — память 11 мая (24 мая), 19 мая (1 июня), 30 октября (12 ноября);
  - Священномученик Константин (Дьяков) — память 19 мая (1 июня);
  - Священномученик Иннокентий (Летяев) — память 19 мая (1 июня);
  - Священномученик Иннокентий (Тихонов) — память 19 мая (1 июня);[9] а также ещё 28 новомучеников Слободского края, память которых в день Святых Слободского края 19 мая (1 июня).

Епископами Харьковскими были Святитель Иннокентий (Борисов), причисленный к лику местночтимых святых Одесской епархии (память 25 мая/7 июня) и Святитель Филарет (Гумилевский), причисленный к лику местночтимых святых Черниговской епархии (память 9/22 августа).
На территории Харьковской епархии родились:
- святитель Иоанн Шанхайский и Сан-Францисский — память 19 июня (2 июля) и 29 сентября (12 октября) (село Адамовка);
- преподобный Иосиф Оптинский — память 9 (22) мая и 11 (24) октября (село Городище Старобельского уезда).

С 26 июля 1909 по 4 марта 1911 года викарием Харьковской Епархии был Священномученик Василий (Богоявленский) епископ Сумской, позднее — архиепископ Черниговский и Нежинский.
В 1924 г. должность временного управляющего Харьковской Епархией занимал Священномученик Серафим (Самойлович).
С 1934 по 1935 гг. должность временного управляющего Харьковской Епархией занимал Священномученик Анатолий (Грисюк).
С 1921 до марта 1923 года викарием Епархии был канонизированный РПЦЗ Павел (Кратиров).
В ссылке или заключении в Харькове пребывали: Священномученик Парфений (Брянских), Священномученик Сергий (Зверев), Священномученик Фаддей (Успенский), Священномученик Дамаскин (Цедрик), Священномученик Макарий (Кармазин), Священномученик Антоний (Панкеев), Священномученик Аркадий (Остальский), Священномученик Василий (Зеленцов), Священномученик Амвросий (Полянский).
На территории, которая в то время входила в состав Харьковской епархии, родились: Преподобномученик архимандрит Никанор (Морозкин), Преподобномученик иеромонах Геннадий (Летюк), Преподобномученик иеромонах Косма (Магда), Преподобномученик иеромонах Феогност (Пивоваров), Преподобномученица монахиня Ксения (Черлина-Браиловская), Мученица Милица Кувшинова.
На территории епархии родились и служили: Священномученик протоиерей Иаков Передий, Священномученик священник Василий Зеленский; служили: Священномученик священник Иоанн Речкин, Священномученик священник Михаил Дейнека, Священномученик священник Симеон Кривошеев, Священномученик диакон Иосиф Сченснович; служил и пребывал в заключении Преподобный Варсонофий (Юрченко). Также здесь служили Святитель Герасим (Добросердов) и Священномученик Кирион (Садзаглишвили).
На Харьковских пастырских курсах обучался Священномученик священник Александр Ерошов. В 1936—1937 гг. на территории Харьковской области жил Священноисповедник протоиерей Роман Медведь.
8 мая 2008 года Священный Синод Украинской Православной Церкви принял решение о прославлении Собора святых отцов иже во Святых Горах на Донце просиявших, куда вошли 17 подвижников Святогорской Лавры, до 1918 г. входившей в состав Харьковской епархии.

## Периодические издания

### Издаются
- «Харьковские епархиальные ведомости» (газета). Издавалась в 1867—1883 гг. (2 раза в месяц, в 1883 году — еженедельно). С 1884 года — приложение к журналу «Вера и Разум»: 1884—1903 гг. «Листок Харьковской Епархии» (2 раза в месяц), 1904—1906 гг. «Известия по Харьковской епархии» (2 раза в месяц). Вновь издаётся с 1994 года. Периодичность раз в месяц, формат А3, 16 стр., выходит на русском и украинском языках.
- «Покровский вестник» (журнал). Издаётся с 7 апреля 2008 года. Издание Покровского монастыря. Периодичность раз в месяц, формат А4, 32 стр., на 01.2013 г. изданы 58 номеров.
- «Вестник Харьковской духовной семинарии» (журнал). Периодичность — 1-2 раза в год, формат А4, 64 стр. Выходит с 2011 года, на 01.2013 изданы 2 номера.
- «Родительский комитет» (газета). Издаётся с 2007 года. Периодичность раз в месяц, формат А3, 16 стр., тираж 52 000, на 01.2013 г. изданы 26 номеров.
- «Воскресение» (альманах). Издаётся с февраля 2004 года. Периодичность раз в месяц, формат А3, 16 стр.
- «Капельки» (журнал для детей).

### Закрыты
- «Благовест» (журнал). Издавался в 1883—1887 гг.
- «Духовный вестник» (журнал). Издавался в 1862—1867 гг. (ежемесячно)
- «Духовный дневник» (журнал). Издавался в 1864—1866 гг. (еженедельно, с 1865 года — 2 раза в месяц)
- «Вера и разум» («толстый» журнал). Издавался в 1884—1917 гг. (2 раза в месяц, с 1916 года — ежемесячно). Возобновлён с 2000 года. Выпуск прекращён в середине 2000-х. Периодичность 1-2 раза в год, формат А4, страниц — до 500.
- «Пастырь и паства» (журнал). Издавался в 1915—1917 гг. (приложение к журналу «Вера и разум», 2 раза в месяц, в 1916 году — еженедельно)
- «Православная Харьковщина» (газета). Издавалась в 2002—2012 гг. (выпуск прекращён в декабре 2012 в связи с разделением Харьковщины как региона на две епархии в мае 2012). Периодичность раз в месяц, формат А3, 16-20 стр., тираж 5000. Вышли 122 номера.
- «Ревнитель» (журнал). Издавался в 1911—1912 гг. (ежемесячно).
- «Церковная газета» (газета). Издавалась в 1906 г. (еженедельно)

## Посещение епархии Предстоятелями Православных церквей
1948 г. Предстоятель Русской Православной Церкви Святейший Алексий I, Патриарх Московский и всея Руси.
1973 г. Предстоятель автономной Японской Православной Церкви Высокопреосвященнейший Феодосий, Архиепископ Токийский, Митрополит всея Японии.
22 октября 1981 г. Предстоятель Антиохийской Православной Церкви Блаженнейший Игнатий IV, Патриарх Антиохийский и всего Востока.
27 марта 2011 г. Предстоятель Иерусалимской Православной Церкви Блаженнейший Феофил III, Патриарх града Иерусалима и всея Палестины.
7—8 мая 2011 г. Предстоятель Русской Православной Церкви Святейший Кирилл, Патриарх Московский и всея Руси.
Неоднократно епархию посещал Предстоятель самоуправляемой Украинской Православной Церкви Блаженнейший Владимир, Митрополит Киевский и всея Украины.
Также епархию посещали митрополит Кутаисский Ефрем (Сидамонидзе), в 1960 году избранный Предстоятелем Грузинской Православной Церкви, и митрополит Карфагенский Парфений (Кунидис), в 1987 году избранный Предстоятелем Александрийской Православной Церкви.

## Названия епархии
- С 16 (29) октября 1799 года — Слободско-Украинская епархия Русской православной церкви[14]; затем Слободская и Харьковская Русской православной церкви (не путать с Вятской и Слободской епархией).
- С 5 февраля 1836 года — Харьковская и Ахтырская епархия Русской православной церкви[15].
- С 1946 года — Харьковская и Богодуховская епархия Русской, с 1990 Украинской православной церкви[15].

## Разделения епархии

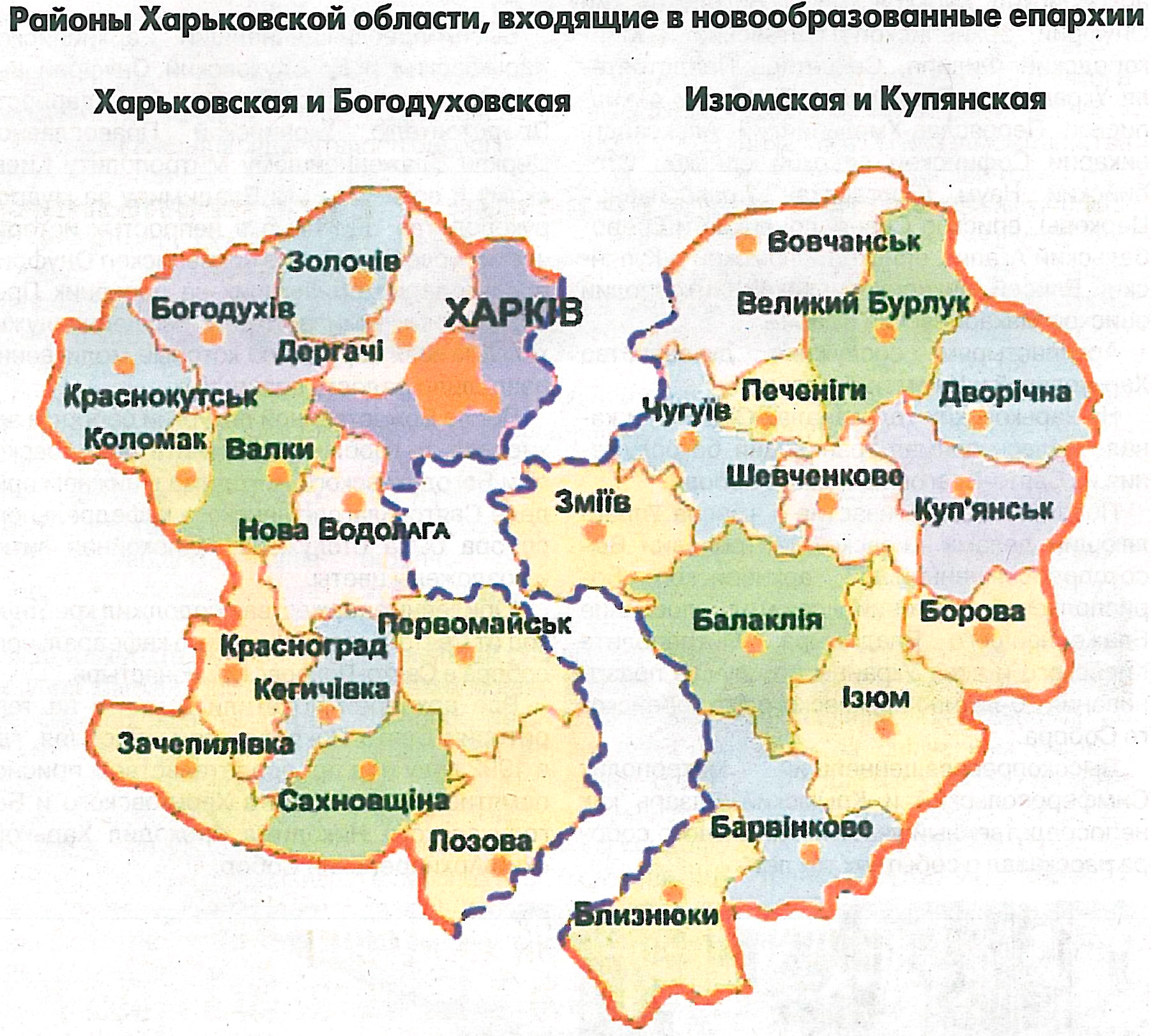
Разделение Харьковской епархии 20 июля 2012 года

- В феврале(?) 1945 года[16] из состава Харьковской и Ахтырской епархии была выделена Сумская и Ахтырская епархия, включающая в себя Сумскую область в составе 21 благочиния[17], в 1993 году также разделённую на две : Сумскую и Конотопскую.
- 8 мая 2012 года из состава Харьковской и Богодуховской епархии была выделена Изюмская и Купянская епархия, включающая в себя 13 районов Харьковской области.
- В результате многих разделений площадь епархии с 20 июля 2012 года во много раз меньше, чем в XIX веке. Отделённые от епархии территории входят в Белгородскую митрополию, Луганскую, Славянскую, Воронежскую, Конотопскую епархии (частично); Сумская и Изюмская епархии ранее входили в Харьковскую полностью, Старобельская — бо́льшей частью.

### Мнения о разделении епархии в 2012
- Официальное мнение — «для улучшения управления епархией».
- Неофициальное мнение — для увеличения числа епископов УПЦ в Синоде Русской Православной Церкви[18].

## Исторические факты
- На принятом в 2011 году гербе Харьковской епархии во второй части гербового щита изображена виноградная лоза (древний христианский символ) с 27 ягодами красного винограда — по числу районов Харьковской области[19]. В 2012 году число районов в епархии сократилось до 14-ти, при этом герб официально не изменился (27 ягод).
- В Харьковскую епархию входили викариатства: Сумское (1836—1945), Старобельское (1916—1925), Волчанское (1918—1919), Елизаветградское (1921—1923), Изюмское (2000—2012). С 8 мая 2012 года в составе епархии викариатств нет.
- Волчанское викариатство было создано в мае(?) 1918 года из-за результатов Брестского мира и включало в себя, кроме северной части Харьковской губернии, южные уезды Курской и Орловской губерний РСФСР с Белгородом, оккупированные германской армией и ненадолго присоединённые к недолговечной Украинской державе гетмана Скоропадского. Это произошло, поскольку у правящих архиереев Курской и Воронежской епархий не было физической возможности управления частями их епархий, находившимися через германо-советскую границу, периодически превращавшуюся в линию фронта.